# جمال الفيصل
جمال طاهر فيصل (1915 – 28 أيلول/ سبتمبر 1995) هو ضابط سوري، وأحد مؤسسي الجيش السوري. عُيّن قائداً للجيش الأول من عام 1958 ولغاية 28 سبتمبر 1961. أفتتح في عهده متحف دمشق الحربي وكان قائد القوات السورية في معركة التوافيق ضد إسرائيل في عام 1960. لم يشارك في أي من الانقلابات العسكرية التي تعاقبت على سورية في السنوات 1949-1954 وكان من المعارضين لانقلاب الانفصال الذي أطاح بجمهورية الوحدة سنة 1961.

## حياته
ولِد جمال فيصل في مدينة حمص، دَرَس الابتدائية في مدرسة منبع العرفان، وتخرج من كلية حمص الحربية عام 1939، التحق بعدها بجيش الشرق التابع لسلطة الانتداب الفرنسي في سوريا. في عام 1941 عُيّن معاوناً لرئيس حامية دير الزور، قبل انشقاقه عن الفرنسيين وانضمامه إلى الثوار عندما قصفت فرنسا العاصمة دمشق في 29 أيار 1945. حكمت عليه فرنسا بالإعدام وعند تأسيس الجيش السوري في 1 آب 1945 كان من ضباطه الأوائل.